# Red Faction
Red Faction är ett första person shooter-datorspel som utvecklats av Volition och publicerades av THQ för Playstation 2 och Microsoft Windows 2001 och Macintosh-plattformar 2002. En version för Nokia N-Gage utvecklades av Monkeystone Games, och den mobila versionen utvecklades av Blue Beck. Spelet inspirerades av flera verk av modern science fiction.
Red Faction äger rum på Mars omkring år 2075. Spelaren kontrollerar en gruvarbetare som heter Parker som hjälper leda ett uppror mot Ultor Corporation. Spelets premiäregenskap är dess "Geo-Mod"-teknologi, kort för "geometriska modifieringar", vilket ger destruktiva miljöer, vilket gör det möjligt för spelaren att förstöra vissa delar av landskapet i spelet. Till exempel, istället för att öppna en dörr kan en spelare spränga sig genom väggen som omger dörren.